# Christianisme charismatique
 (octobre 2021).
Motif : Article à réécrire complètement avec des sources académiques

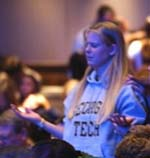
Charismatic

Le christianisme charismatique est une forme de christianisme et un ensemble de « réveils spirituels » qui mettent en valeur les « charismes » (du grec χάρις, charis, grâce) ou « dons du Saint Esprit » que l'on trouve notamment décrits dans les épîtres de Paul. Ce courant est catégorisé en trois mouvements : le pentecôtisme (« la première vague ») en 1906, le Mouvement charismatique évangélique (« la deuxième vague ») en 1960 et le Mouvement néo-charismatique (« la troisième vague ») en 1980.  

## Pentecôtisme
Le pentecôtisme, appelé aussi mouvement de Pentecôte, est un courant chrétien évangélique issu du réveil démarré en 1906 par les pasteurs américains Charles F. Parham et William J. Seymour.  Ce mouvement se caractérise par l'importance donnée à la Bible, à la  nouvelle naissance, au baptême du Saint-Esprit, aux dons du Saint-Esprit, au baptême adulte en tant que témoignage volontaire, un esprit missionnaire, un engagement moral de vie ainsi que par l’autonomie locale des églises, la séparation de l’Église et de l’État. Plusieurs églises ont été créées à la suite de ce courant.

## Mouvement charismatique
Le Mouvement charismatique ou Renouveau charismatique, (Réveil spirituel ou encore « néo-pentecôtisme ») est un courant spirituel apparu en 1960. En 1960, lors d’un sermon de Pâques du 3 avril 1960 dans une église épiscopale à Van-Nuys, Los Angeles, Dennis Bennett, prêtre épiscopalien déclare avoir vécu un baptême du Saint-Esprit avec « parler en langues » . Malgré cette expérience, il souhaite rester dans son église. Il consacrera le reste de sa vie à propager son témoignage ainsi que cet enseignement dans les églises épiscopaliennes. Cet évènement contribuera à développer le mouvement charismatique dans diverses églises protestantes réformées. L'Église catholique romaine a également été concernée vers 1967, ainsi que les églises orthodoxes en 1971. Chez les évangéliques, l'Église Calvary Chapel de Costa Mesa est l'une des premières congrégations évangéliques charismatiques en 1965,  bien qu'elle se réclame du christianisme non confessionnel ,. Au Royaume-Uni, l'Église Jesus Army, fondée en 1969, est un exemple de l'impact hors des États-Unis . Nombre d'autres congrégations ont ainsi été établis dans le reste du monde ,.  
Ce mouvement, qualifié de « deuxième vague », après le premier réveil pentecôtiste de 1906, bien que proche de certains éléments théologiques du pentecôtisme, le mouvement charismatique évangélique ne fait pas du parler en langues (glossolalie) une preuve nécessaire du baptême du Saint-Esprit, puisqu'il est considéré comme un don spirituel parmi les neuf autres, sans supériorité,. Il insiste davantage sur la diversité des 9 dons du Saint-Esprit énoncés en 1 Corinthiens 12 versets 8-10, à savoir; la Sagesse, Connaissance, Foi, Guérison, Miracle, Prophétie, Discernement,  Parler en langues, Interprétation de langues,.

## Mouvement néo-charismatique
Le Mouvement néo-charismatique, surnommé la « troisième vague », touche les églises au début des années 1980.  La majorité des acteurs de courant sont américains . Si les néo-pentecôtistes ont avec en commun avec les pentecôtistes de mener une « guerre spirituelle », ils se différencient ces derniers — qui considèrent cette bataille comme la « défense » du Royaume de Dieu — en l'envisageant comme « l’attaque » du « royaume de Satan ». Ainsi, Peter Wagner, théoricien du Church Growth Movement (Mouvement de la Croissance de l'Église), missionnaire en Bolivie, développe le principe de combat spirituel contre les démons, John Wimber, le fondateur des Églises de l'Association of Vineyard Churches en 1982, préconise le retour à la guérison miraculeuse comme élément de la vie chrétienne, George Otis Junior s'adonne au spiritual mapping consistant à pointer sur une carte les lieux où les démons doivent être délogés...
Le courant reprend les principes du Mouvement charismatique évangélique à savoir l'importance du baptême du Saint-Esprit et la place des dons du Saint-Esprit ,. Une autre caractéristique, est l’utilisation abondante des moyens de communications électroniques, comme l’Internet, pour la diffusion des messages et de leurs services en streaming ou sur des chaînes de télévision généralistes. Dans certaines églises, une attention particulière est donnée aux manifestations physiques comme les chutes à terre, gémissements et cris, lors des services . Les Églises du mouvement néo-charismatique utilisent souvent le terme «non confessionnel» pour se définir.

## Statistiques
Selon une étude du Pew Research Center publiée en 2011 sur les charismatiques qui regroupent tous les mouvements charismatiques soit évangéliques indépendants, catholiques, orthodoxes et protestants, il y aurait 304 millions de charismatiques dans le monde et 279 millions de pentecôtistes .